# Interahamwe
Les Interahamwe constituent la plus importante des milices rwandaises créées dès 1992 par le MRND, parti du président Juvénal Habyarimana, au Rwanda. Interahamwe signifie en kinyarwanda « personnes qui s'entendent fort bien » ou « personnes de la même génération » selon le dictionnaire. Ces milices sont responsables de la plupart des massacres pendant le génocide en 1994.

## Durant le génocide
Leur nom est attribué par les médias internationaux à toutes les milices des partis impliqués dans le génocide et qui ne pouvaient pas, de fait, être différenciées sur le terrain. Les Impuzamugambi, miliciens du parti Coalition pour la défense de la République (CDR), les Inkuba, miliciens du parti Mouvement démocratique républicain (MDR), les Abakombozi, miliciens du Parti social-démocrate (PSD) se coalisent à la veille du 6 avril 1994 et massacrent avec les Interahamwe. L'organisation figure sur la liste d'exclusion terroriste du département d'État américain depuis sa création en 2001.
Des témoignages de Rwandais et de Thierry Prungnaud, formateur de la garde présidentielle rwandaise, accusent la France d'avoir contribué à la formation des Interahamwe dans le cadre des formations de la gendarmerie rwandaise de 1990 à 1993. Les autorités françaises ont toujours nié ces formations de miliciens.
Le président de ce mouvement, Robert Kajuga, a été arrêté en 1998 en République démocratique du Congo (RDC), transféré au Rwanda et condamné à la prison à vie. Ephraim Nkezabera, conseiller spécial du mouvement, a été arrêté en 2004 à Bruxelles et condamné à trente ans de prison.

## Fuite au Zaïre
Après l'entrée de l'APR (branche armée du Front patriotique rwandais) dans la capitale rwandaise Kigali en juillet 1994, de nombreux Interahamwes s'enfuient vers les pays environnants, pour l'essentiel vers le Zaïre de Mobutu, désormais appelé République démocratique du Congo (RDC).
Continuant son activité après le génocide, la milice s'est livrée à des opérations militaires au-delà de la frontière du Zaïre, au Rwanda. Les Interahamwe ayant émigré au Zaïre se regroupent avec des soldats hutus des ex-FAR dans les camps de réfugiés. Ils se constituent sous le nom de Rassemblement démocratique pour le Rwanda. Ils recrutent aussi des Congolais. L'organisation prend le nom d'Armée de libération du Rwanda (ALiR). À partir de 2000, on les retrouve dans les Forces démocratiques de libération du Rwanda (FDLR).
Ces regroupements des forces génocidaires en RDC sont invoqués par le FPR comme motif de leur implication dans la Première et la Deuxième guerre du Congo. La poursuite de ces criminels par le FPR a causé la mort de plusieurs dizaines de milliers de génocidaires, mais collatéralement aussi de civils innocents, dont les familles des miliciens qui les accompagnaient. Les milices rwandaises hutues causent une véritable panique au sein de la population de leur propre ethnie qui s'est réfugiée au Congo oriental. Les troupes rebelles attaquent les petits villages et pillent, volent, violent... en visant en particulier les fermes d'élevage des Congolais d'origine tutsi dans le Masisi (Nord-Kivu), une des causes de la Première guerre du Congo. Cette situation fait que, dans les provinces du Kivu, la population qui habite la campagne est souvent obligée de fuir pour chercher plus de sécurité dans les grandes villes de la région. Cette migration en masse fait augmenter le nombre des personnes sans aucune occupation et la misère dans les villes du Nord-Kivu et Sud-Kivu, comme Goma. Invoquant ces événements, les forces négationnistes de l'ancien Rwanda accusent le FPR d'avoir massacré plusieurs millions de personnes (soit la totalité des morts au Congo depuis 1994), essayant ainsi de déplacer l'accusation de génocide vers un « contre-génocide » ou un « double génocide ». Ils arguent aussi d'une plainte en cours d'examen devant la justice espagnole pour le massacre de coopérants espagnols tués pendant ces conflits et attribués au FPR.
Le massacre de Gatumba en août 2004 de 150 réfugiés Tutsis dans un camp de réfugiés des Nations unies au Burundi est un exemple controversé de la participation des miliciens et soldats génocidaires rwandais aux entreprises criminelles de l'ex-Zaïre.
En 2007, la Monuc, force de l'ONU stationnant dans l'Est de la RDC, et les forces armées congolaises tentent encore de réduire les groupes de miliciens rwandais hutu qui continuent de déstabiliser la région. Ce problème est l'enjeu constant des négociations en cours entre les gouvernements congolais et rwandais (qui exige pour sa sécurité le démantèlement définitif de ces groupes).
D'autres Interahamwe sont retournés au Rwanda ou bien étaient restés sur place. Ils ont été jugés dans les Gacaca, justice traditionnelle rwandaise réorganisée pour juger les acteurs du génocide des Tutsis au Rwanda et tenter une réconciliation populaire. Les activités des Gacaca se sont clôturées en 2010.